# Malgassophlebia bispina
Malgassophlebia bispina é uma espécie de libelinha da família Libellulidae. 
Pode ser encontrada nos seguintes países: República Democrática do Congo, Guiné, Libéria, Nigéria, Uganda e Zâmbia.
Os seus habitats naturais são: florestas subtropicais ou tropicais húmidas de baixa altitude. 